# Liaison à trois centres et deux électrons

Structure du diborane : chacun des deux atomes d'hydrogène centraux est lié simultanément aux deux atomes de bore par une liaison 3c-2e.

Une liaison à trois centres et deux électrons, ou liaison 3c-2e, est une liaison chimique à déficit d'électrons (en) dans laquelle trois atomes se partagent deux électrons. La combinaison de trois orbitales atomiques forme trois orbitales moléculaires :
- une orbitale liante,
- une orbitale non liante,
- une orbitale antiliante.

Les deux électrons occupent l'orbitale liante, qui établit ainsi une liaison entre les trois atomes. Dans la plupart des composés qui ont des liaisons de ce type, l'orbitale liante est déplacée vers deux des trois atomes et non pas répartie équitablement entre les trois atomes.

## Exemples
L'exemple le plus simple de structure présentant une liaison 3c-2e est le cation trihydrogène H3+, l'ion le plus abondant dans le milieu interstellaire. Sur Terre, les composés du bore sont les plus emblématiques des liaisons 3c-2e, notamment le diborane B2H6. Dans ces deux structures, les trois atomes de chaque liaison 3c-2e forment une géométrie angulaire, à l'origine de liaisons banane.

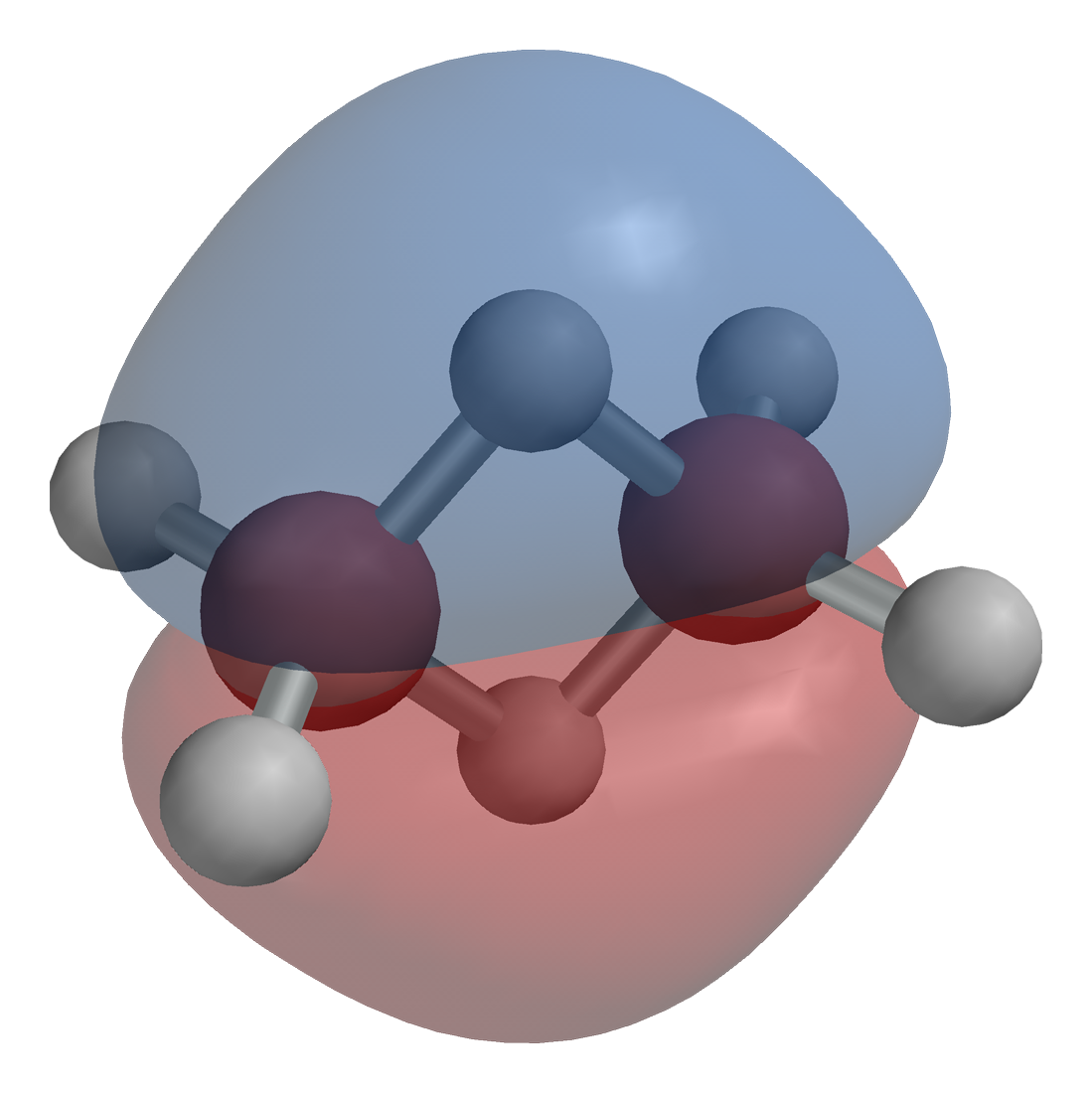
Liaisons banane du diborane.

### Boranes et carboranes
Un modèle élargi de liaison 3c-2e est très présent dans les clusters (agrégats atomiques) décrits par la règle de Wade (en), comme les boranes et les carboranes. Ces molécules tirent leur stabilité du fait que leurs orbitales moléculaires sont pleinement occupées.
Le monomère borane BH3 est instable car l'atome de bore a une orbitale p vacante. Une liaison 3c-2e B–H–B se forme lorsqu'un atomes de bore partage des électrons avec la liaison B–H d'un autre atome de bore. Les deux électrons, qui matérialisent une liaison chimique, sont répartis entre les trois espaces internucléaires formant la liaison B–H–B. Le diborane B2H6 contient deux liaisons 3c-2e, une par atome d'hydrogène pontant, tandis que les quatre atomes d'hydrogène terminaux sont unis chacun à un atome de bore par une liaison covalente simple. Chaque atome de bore est donc engagé dans deux liaisons simples et deux liaisons 3c-2e d'ordre 0,5,  ce qu'illustre le fait que les liaisons B–H de type 3c-2e sont plus longues (131 pm) et donc plus faibles que les liaisons B–H covalentes (119 pm).

Résonance des liaisons 3c-2e du diborane.

### Autres composés

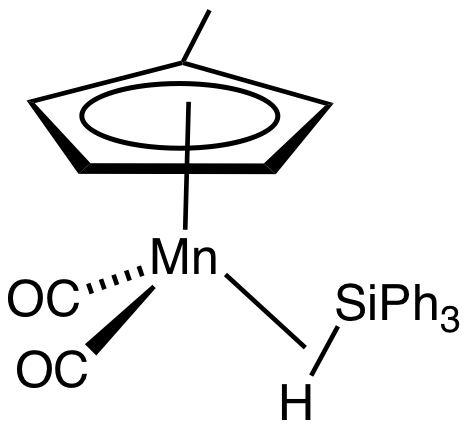
Exemple de liaison 3c-2e dans un.

On observe également des liaisons 3c-2e dans la forme dimère du triméthylaluminium Al2(CH3)6, où ce sont des atomes de carbone qui forment des ponts Al–C–Al entre deux centres Al. On peut retrouver ce type de liaisons dans des composés carbonés sous le terme d'hyperconjugaison, qui désigne une variété asymétrique de liaison 3c-2e. Le digallane Ga2H6 et le dialane Al2H6 sont d'autres exemples de molécules présentant des liaisons 3c-2e.
Certains complexes silane-métal de transition (en) mettent également en œuvre des liaisons 3c-2e.
Le premier complexe subvalent connu du béryllium contient une liaison π 3c-2e consistant en des interactions donneur-accepteur au niveau du centre C–Be–C d'un adduit Be(0)- carbène.
Les réarrangements de carbocations font intervenir des états transitoires à liaisons 3c-2e. Dans la mesure où ces structures ont une énergie semblable à celle des carbocations, leur formation ne requiert quasiment pas d'énergie d'activation de sorte que ces réarrangement sont très rapides. 
Les ions carbonium tels que l'éthanium (en) C2H7+ contiennent de telles liaisons 3c-2e. Le cation 2-norbornyle (en) est probablement la structure de ce type la plus étudiée.